# Adolf Meyer (psichiatra)
Adolf Meyer (Niederweningen, 13 settembre 1866 – Baltimora, 17 marzo 1950) è stato uno psichiatra svizzero.

## Biografia
Si formò presso diverse università in Svizzera, Francia, Inghilterra e Germania, nel 1892 emigrò in America dove studiò neuroanatomia e neurofisiologia. Dal 1904 al 1909 insegnò psichiatria presso la Cornell University di New York e dal 1910 nella clinica psichiatrica dell'Università Johns Hopkins. È noto aver introdotto il termine "igiene mentale", intesa come la capacità di raggiungere e mantenere uno stato di salute mentale.
Per i contributi dati dal suo lavoro, si ritiene che Adolph Meyer sia il padre della terapia occupazionale. La sua opera più importante è Collected papers (pubblicato postumo).
È stato presidente della American Psychiatric Association.